# Barytarbes illuminator
Barytarbes illuminator är en stekelart som beskrevs av Aubert 1969. Barytarbes illuminator ingår i släktet Barytarbes och familjen brokparasitsteklar. Inga underarter finns listade.